# Krapkowice
Krapkowiceⓘ (em alemão: Krappitz, em tcheco/checo: Krapkovice, Chrapkovice) é um município no sudoeste da Polônia, na voivodia de Opole, no condado de Krapkowice e é a sede da comuna urbano-rural de Krapkowice. Historicamente, está localizado na Alta Silésia, na Bacia de Racibórz, que faz parte da planície silesiana. Os rios Óder e Osobłoga fluem por ele.
Nos anos de 1975 a 1998, o município pertencia administrativamente à antiga voivodia de Opole.
Estende-se por uma área de 21 km², com 15 199 habitantes, segundo o censo de 31 de dezembro de 2024, com uma densidade populacional de 723 hab./km².

## Toponímia

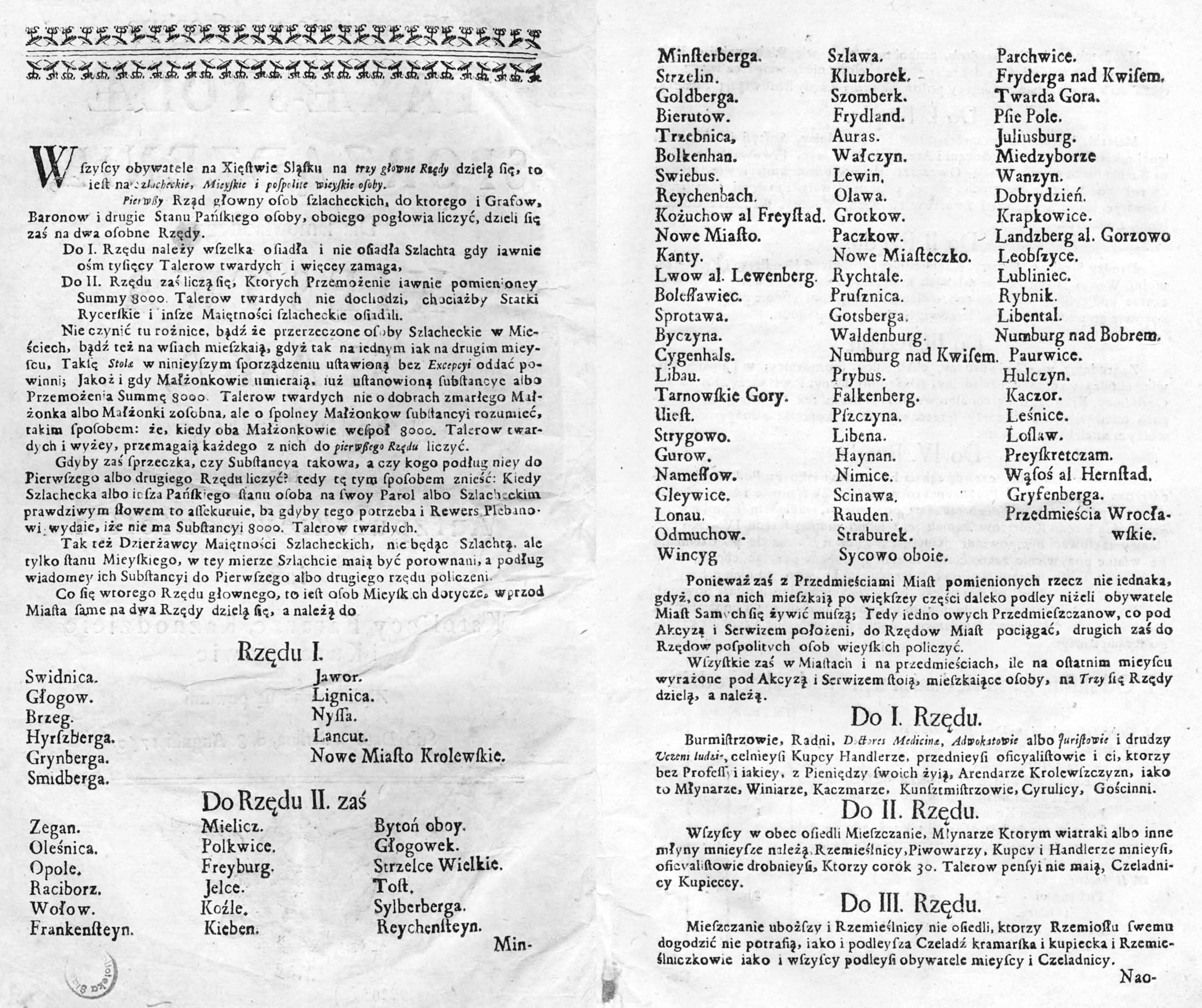
O nome Krapkowice entre outros nomes de cidades da Silésia no documento oficial prussiano de 1750, emitido em polonês em Berlim

Segundo uma teoria, o nome local Krapkowice vem do antigo nome eslavo Chrapek. A terminação “ice” ou sua versão polonesa mais antiga (“icze”) é característica dos nomes patronímicos eslavos derivados de assentamentos ancestrais. Significa os descendentes do fundador ou proprietário da cidade, ou seja, Chrapkowicz, de quem deriva o nome original de Chrapkowice de 1204.
Por outro lado, o professor alemão Heinrich Adamy derivou o nome da vila do antigo nome polonês que descreve a força física "krzepy" (musculoso). Em seu trabalho com nomes locais da Silésia, publicado em 1888 em Breslávia, menciona o nome mais antigo da vila Krzepicz, dando-lhe o significado de "Befestigter Ort", ou seja, "Lugar fortificado". O nome da vila foi posteriormente germanizado foneticamente para Krappitz e perdeu seu significado original. Após a Segunda Guerra Mundial, o nome germanizado foi polonizado para Krapkowice e não está associado ao seu significado original.
A cidade foi mais tarde também chamada de Crapicz em latim e Crapkowitz e Krappitz em alemão (1294). No documento latino medieval de Boleslau Opole de 1 de setembro de 1310, a cidade é mencionada com o nome de Crapicz.
Em 1613, o regionalista e historiador da Silésia Mikołaj Henel, de Prudnik, mencionou a cidade em seu trabalho sobre a geografia da Silésia intitulado Silesiographia dando seu nome em latim: Crappicium, Crapicium Na obra de Matthäus Merian “Topographia Bohemiae, Moraviae et Silesiae” de 1650, a cidade é mencionada sob os nomes de Krappitz, Bruenick e Brudnick. Em 1750, o nome polonês de Krapkowice foi mencionado em polonês por Frederico II da Prússia, entre outras cidades da Silésia, em uma ordem oficial emitida para os habitantes da Silésia.
Na lista alfabética de cidades da Silésia, publicada em Breslávia em 1830 por Johann Knie, a cidade aparece sob o nome alemão Krapitz e polonês Krapkowice.  Em 1837, na descrição estatística da Prússia, ela foi mencionada como Krappitz (Krapkowicz em polonês). A descrição topográfica da Alta Silésia de 1865 menciona a cidade no fragmento “Der Name der Stadt Krappitz, Polnisch Krapkowitz”. O nome polonês de Krapkowice no livro “Um breve esboço da geografia da Silésia para a ciência inicial” publicado em Głogówek em 1847 foi mencionado pelo escritor silesiano Józef Lompa. O Dicionário Geográfico do Reino da Polônia fornece dois nomes alemães, Krapitz, Krappitz, e três nomes poloneses das aldeias de Chrapkowice, Krapkowice e Krapowice.
No livro geológico polonês de 1903, há o nome Kropiwnica nad Odrą.
No mapa polonês WIG de 1932, o nome polonês aparece como Chrapowice.

## Geografia

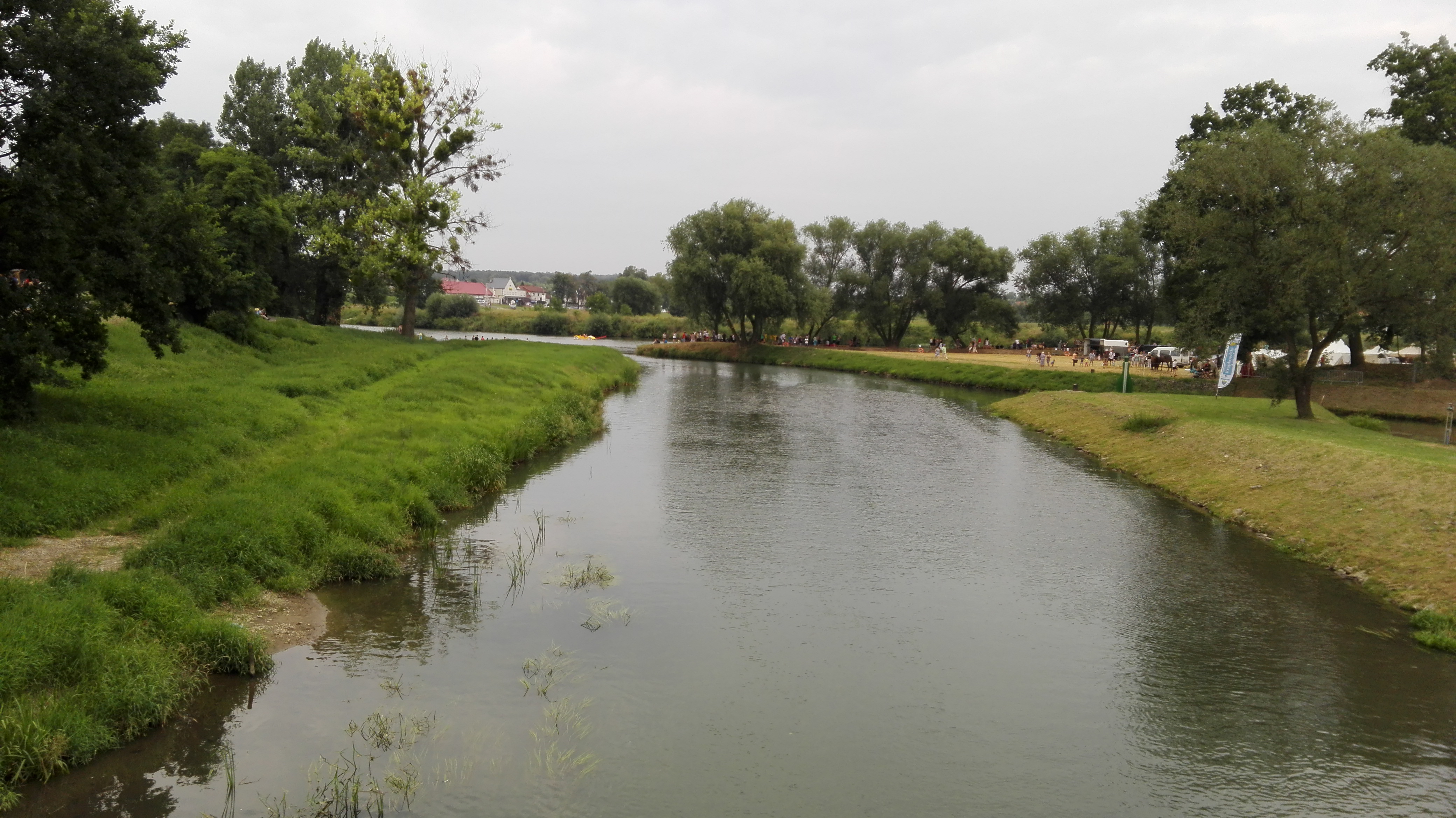
O rio Osobłoga fluindo para o rio Óder, um porto de iates à direita

### Localização
A cidade está localizada no sudoeste da Polônia, na voivodia de Opole, a cerca de 24 km da fronteira com a República Tcheca, na planície de Racibórz, fronteira da comuna de Krapkowice com a comuna de Gogolin. Os rios Óder e Osobłoga fluem através das fronteiras administrativas da cidade. Krapkowice está situada a uma altitude de 170 m acima do nível do mar. Uma grande parte da parte antiga de Krapkowice e Otmęt encontra-se em calcários do Triássico (a Formação Gogolin), que foram escavados em várias pedreiras que sobreviveram até certo ponto, embora não estejam mais em uso, bem como o complexo de antigos fornos de cal. O rio Óder flui pela cidade, portanto, também existem sedimentos do rio do período Cenozoico, e o próprio rio forma o chamado desfiladeiro de Krapkowice.

### Clima
Conforme a classificação climática de Köppen-Geiger, Krapkowice situa-se na zona Cfb − clima temperado oceânico. Na cidade de Krapkowice, a temperatura média anual é de 9,6° C. Nesta área, a precipitação média anual é de 711 mm. Está localizada no Hemisfério Norte. Os meses de verão são: junho, julho, agosto, setembro. O mês mais seco é fevereiro, com 41 mm de precipitação. O mês mais quente do ano é julho, com temperatura média de 19,9 °C. A temperatura média mais baixa do ano ocorre em janeiro e é de aproximadamente -1° C.
Com média de 94 mm, a maior precipitação ocorre no mês de julho. A diferença de precipitação entre o mês mais seco e o mais úmido é de 53 mm. A variação de temperatura durante o ano é de 20,9 °C. O mês com a maior umidade relativa é novembro (81%). O mês com a menor umidade relativa é junho (66%). O mês com o maior número de dias de chuva é julho (9 dias) e o de menor número é outubro (7 dias).
| Dados climatológicos para Krapkowice | Dados climatológicos para Krapkowice | Dados climatológicos para Krapkowice | Dados climatológicos para Krapkowice | Dados climatológicos para Krapkowice | Dados climatológicos para Krapkowice | Dados climatológicos para Krapkowice | Dados climatológicos para Krapkowice | Dados climatológicos para Krapkowice | Dados climatológicos para Krapkowice | Dados climatológicos para Krapkowice | Dados climatológicos para Krapkowice | Dados climatológicos para Krapkowice | Dados climatológicos para Krapkowice |
| Mês | Jan                                  | Fev                                  | Mar                                  | Abr                                  | Mai                                  | Jun                                  | Jul                                  | Ago                                  | Set                                  | Out                                  | Nov                                  | Dez                                  | Ano                                  |
| --- | ------------------------------------ | ------------------------------------ | ------------------------------------ | ------------------------------------ | ------------------------------------ | ------------------------------------ | ------------------------------------ | ------------------------------------ | ------------------------------------ | ------------------------------------ | ------------------------------------ | ------------------------------------ | ------------------------------------ |
| Temperatura máxima média (°C) | 1,6                                  | 3,3                                  | 8,1                                  | 14,4                                 | 18,8                                 | 22,1                                 | 24,2                                 | 24,1                                 | 19,3                                 | 13,8                                 | 8,4                                  | 3,3                                  | 13,4                                 |
| Temperatura média (°C) | −1,0                                 | −0,2                                 | 4,0                                  | 9,6                                  | 14,4                                 | 17,9                                 | 19,9                                 | 19,6                                 | 15,0                                 | 10,2                                 | 5,6                                  | 0,9                                  | 9,6                                  |
| Temperatura mínima média (°C) | −3,6                                 | −3,0                                 | −0,1                                 | 4,5                                  | 9,4                                  | 13,1                                 | 15,2                                 | 14,9                                 | 10,9                                 | 6,8                                  | 3,1                                  | −1,4                                 | 5,8                                  |
| Precipitação (mm) | 47                                   | 41                                   | 53                                   | 49                                   | 72                                   | 77                                   | 94                                   | 62                                   | 67                                   | 50                                   | 50                                   | 49                                   | 711                                  |
| Dias com chuva | 9                                    | 8                                    | 9                                    | 8                                    | 9                                    | 8                                    | 9                                    | 8                                    | 8                                    | 7                                    | 8                                    | 9                                    | 100                                  |
| Umidade relativa (%) | 81                                   | 79                                   | 74                                   | 67                                   | 67                                   | 66                                   | 67                                   | 66                                   | 71                                   | 77                                   | 81                                   | 81                                   | 73,1                                 |
| Insolação (h) | 3,4                                  | 4,3                                  | 5,8                                  | 8,8                                  | 10,1                                 | 10,9                                 | 11,3                                 | 10,5                                 | 7,7                                  | 5,3                                  | 4,0                                  | 3,4                                  | 85,5                                 |
| Fonte: Climate-Data.org Dados: 1991−2021: temperatura mínima (°C), temperatura máxima (°C), precipitação (mm), umidade, dias chuvosos. Dados: 1999−2019: horas de sol |                                      |                                      |                                      |                                      |                                      |                                      |                                      |                                      |                                      |                                      |                                      |                                      |                                      |

### Divisão administrativa
Segundo o Registro Oficial Nacional da Divisão Territorial do País, os distritos de Krapkowice são:
- Abisynia
- Błonie
- Cegielnia
- Otmęt
- Śluza

Também existem conjuntos habitacionais na cidade:
- Klonowy Zakątek
- Odrzańskie Tarasy
- 1000-Lecia
- Powstańców Śląskich
- XXX-lecia

## História

### Idade Média

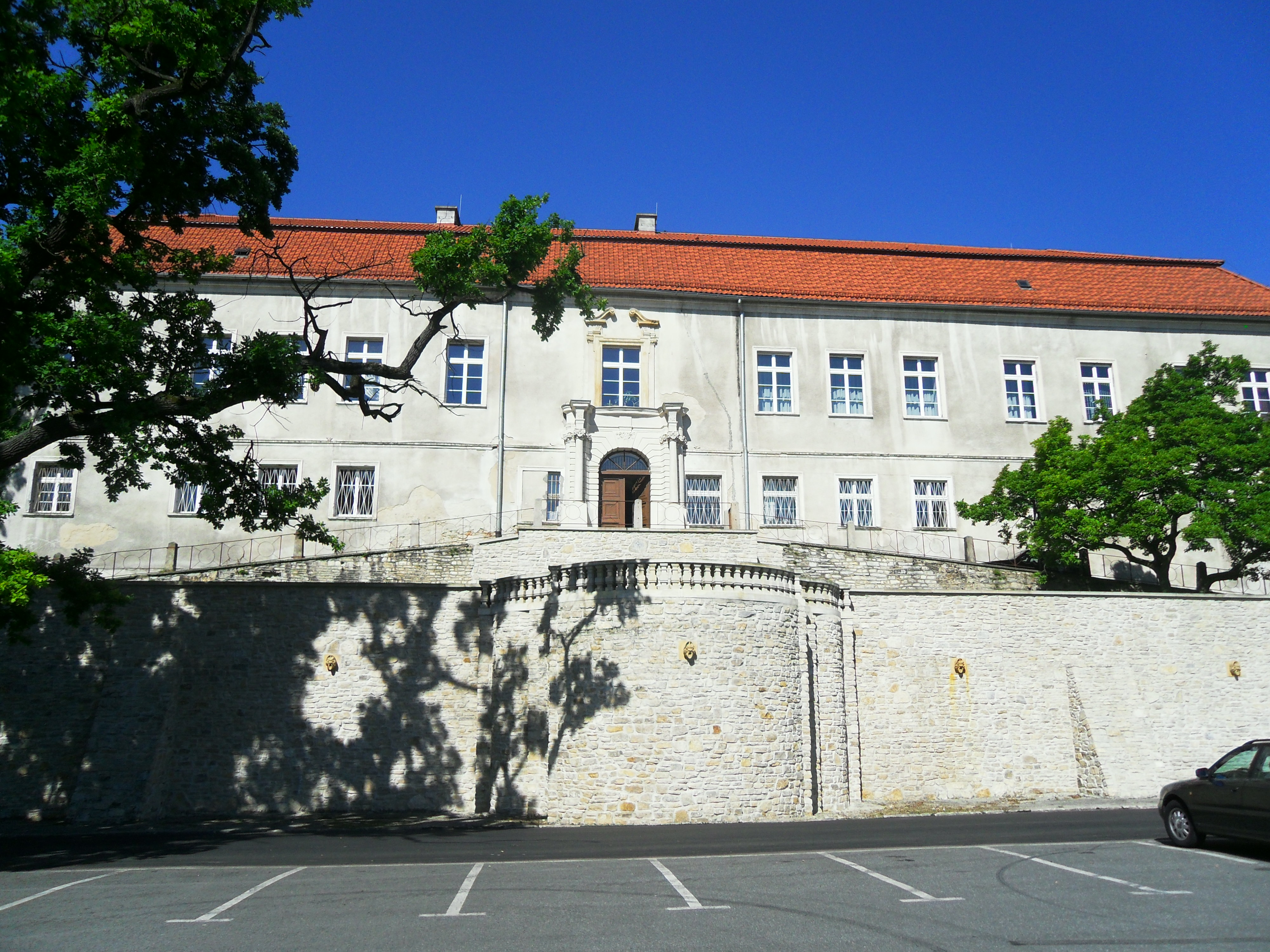
Castelo em Krapkowice — vista do rio Osobłoga. Atualmente é a sede do complexo da escola profissional

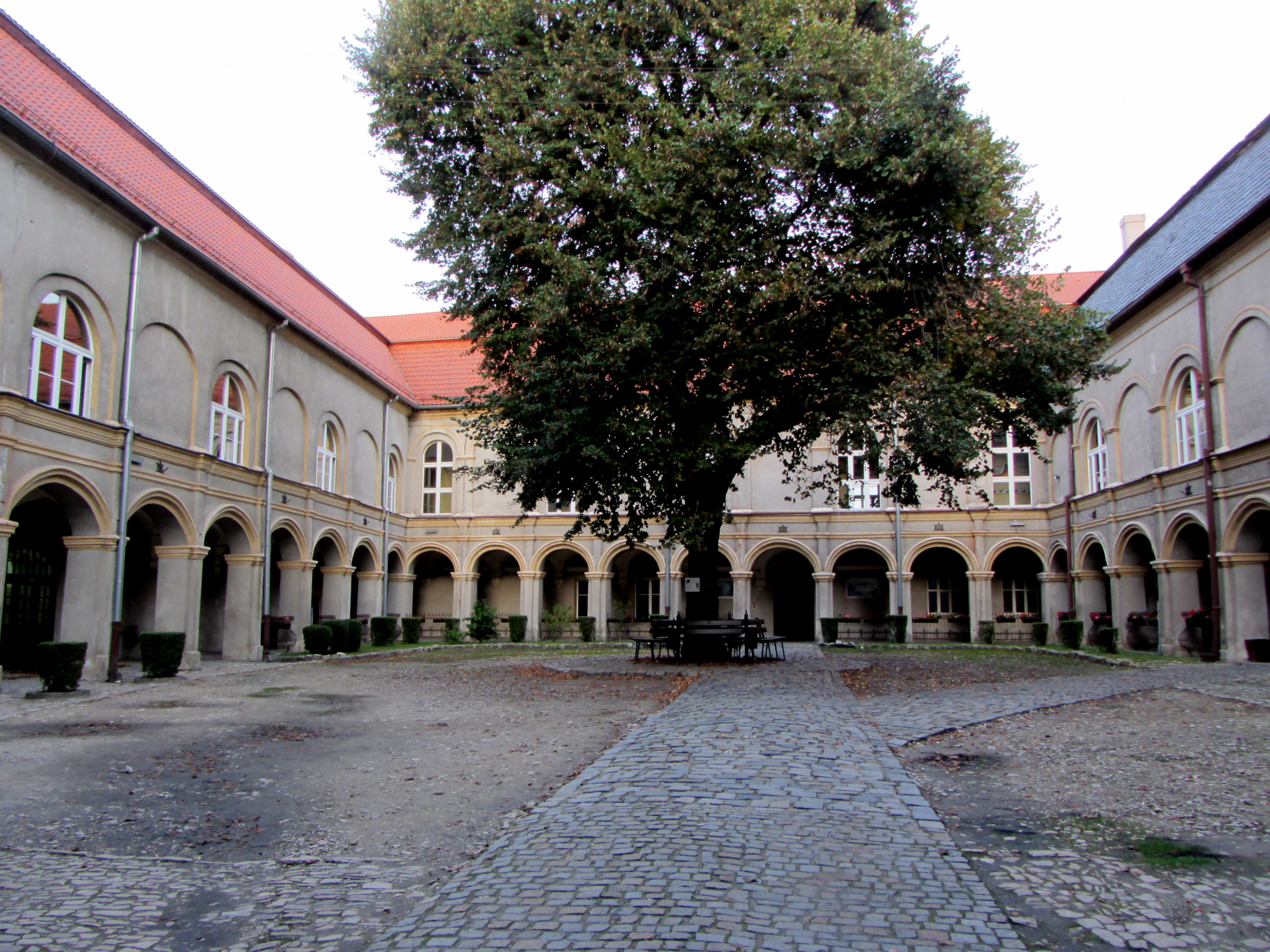
Castelo em Krapkowice — pátio

As primeiras menções à cidade vêm do século XIII, com o nome de Chrapkowice (do nome Chrapek), e Otmęt — uma vila de pescadores, agora parte da cidade de Krapkowice.
Krapkowice foi concedido um foral de cidade em 1284 sob a Lei de Magdeburgo. Em 1294, o duque Bolko I de Opole deu aos habitantes de Crapicz 8 morgos de pastagens entre os rios Osobłoga e Óder, bem como pescarias em 2 lagoas próximas, pelas quais a cidade foi obrigada a pagar no dia de São Martinho (11 de novembro) uma taxa anual de 14 táleres.

### Séculos XVI a XX

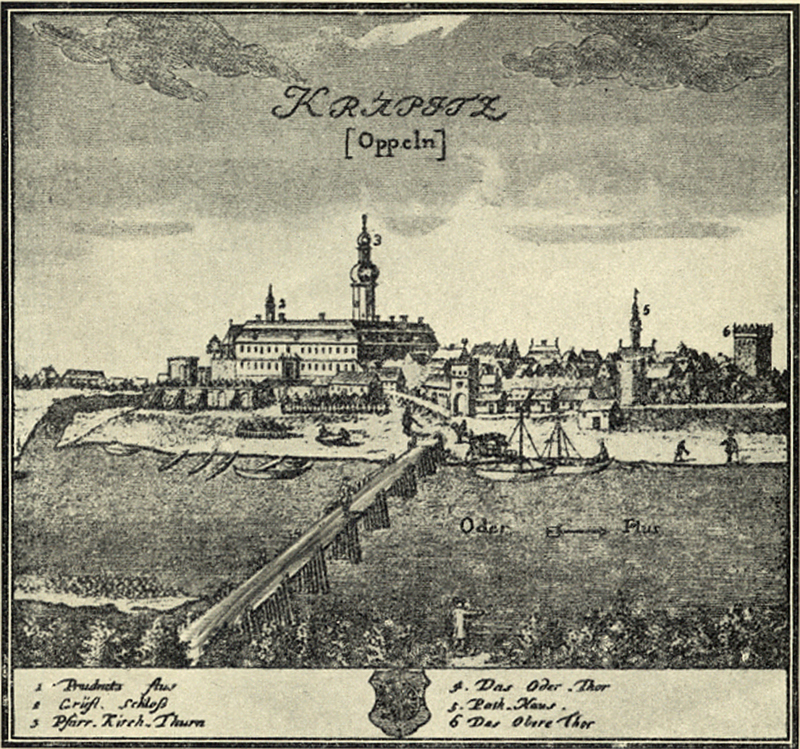
Krapkowice, por Friedrich Bernhard Werner — (século XVIII)

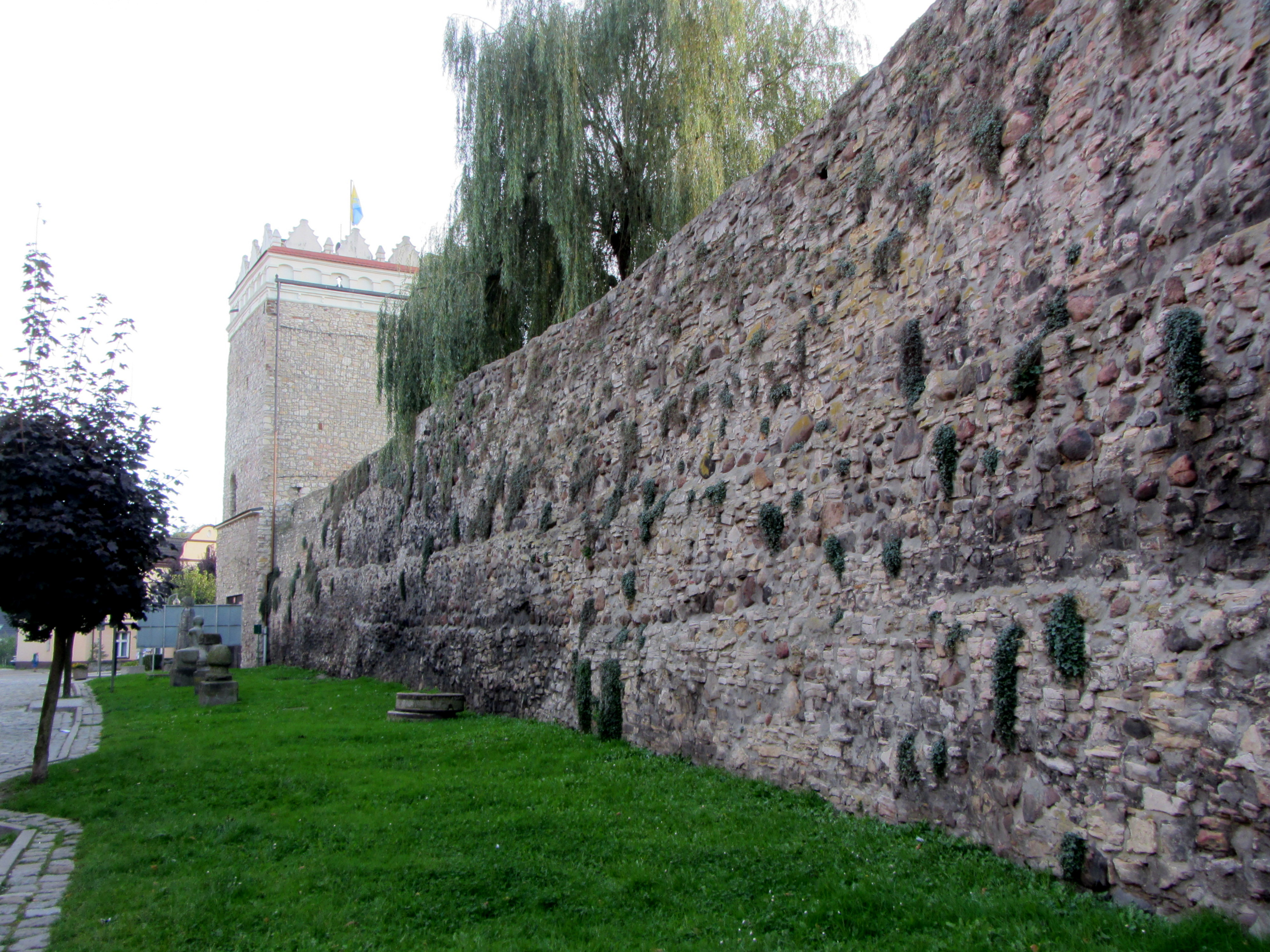
Muralhas da cidade e a torre do Portão Superior

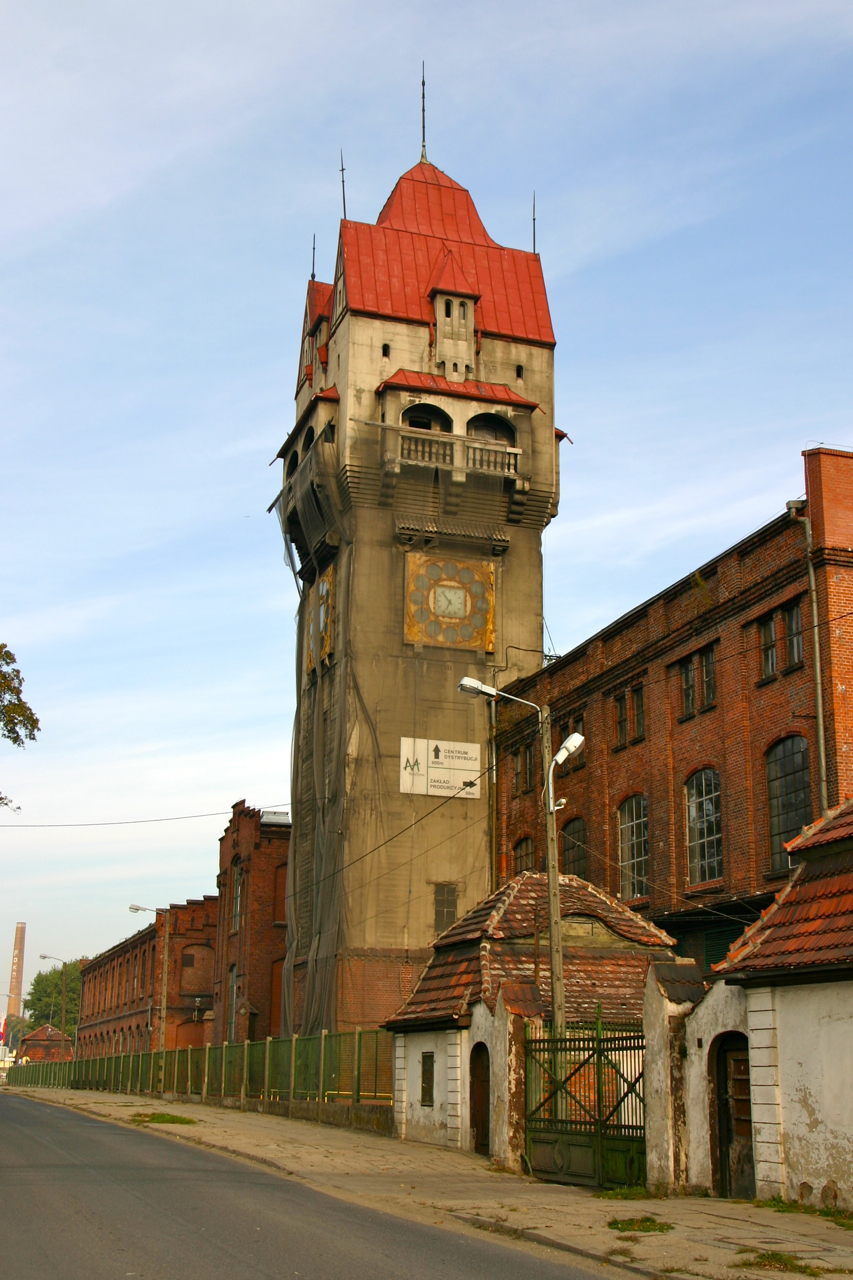
Fábricas de papel

Nos séculos XIV e XV, a família Temchin governou em Krapkowice. Graças a eles, um hospital e uma escola foram construídos na cidade.
Em 1531, a cidade ficou sob o domínio dos Habsburgos. Em 1582, o imperador Rodolfo II do Sacro Império Romano-Germânico vendeu Krapkowice à família Redern. Eles construíram uma ponte de madeira sobre o rio Óder que conectava Krapkowice com Otmęt.
No século XVIII, Krapkowice foi submetido a uma inspeção fiscal em Prudnik. Após três Guerras da Silésia no período de 1740–1763, a cidade, com uma grande parte da Silésia, caiu nas fronteiras do Reino da Prússia. Em 1762, a família Redern faleceu, Karol Wilhelm von Haugwitz tornou-se o novo proprietário de Krapkowice.
Em 1781, a cidade era habitada por 985 pessoas, das quais 975 eram cristãs e 10 judeus. Em 1819: 892 católicos, 129 evangélicos e 33 judeus; em 1831: 1 296 católicos, 238 evangélicos e 71 judeus. Em 1861, de uma população total de 1 605 pessoas, 1 067 falavam polonês e 538 alemão. A descrição topográfica da Alta Silésia de 1865 afirma que em 1861 a cidade era habitada por 2 352 habitantes, dos quais 683 falavam polonês e 1 669 alemão. Por sua vez, outras fontes afirmam que no início do século XIX, o polonês era a língua dominante em Krapkowice.
Em 1806, Krapkowice foi apreendida pelo exército de Napoleão Bonaparte.
A cidade foi destruída em três incêndios em 1841, 1852 e 1854. Foi ampliada graças aos fundos pagos à Prússia pela França como contribuições de guerra. Em 1887, outra ponte foi construída sobre o rio Óder.
Em 1896, a estação ferroviária de Krapkowice, na linha Gogolin-Prudnik foi inaugurada. Fábricas industriais (fábricas de papel) também foram criadas.

### Período entre guerras

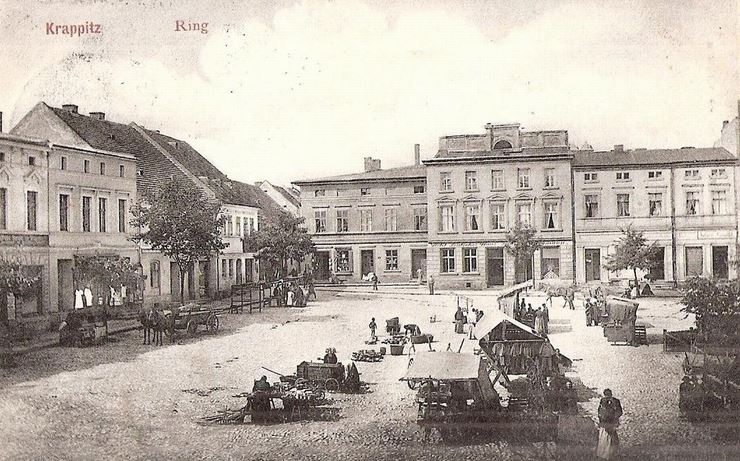
Praça principal (por volta de 1910)

A partir de 1919, Krapkowice pertenceu à recém-criada Província da Alta Silésia. A província foi liquidada em 1938 e restabelecida em 18 de janeiro de 1941.
2 526 pessoas tiveram direito a voto durante o Plebiscito na Alta Silésia, realizado em 20 de março de 1921, precedido por dois levantes de uma parte da população da Alta Silésia exigindo que a região fosse unida à Polônia (Revoltas na Silésia), das quais 1 801, cerca de 71,3%, eram residentes (incluindo 1 716, cerca de 67,9% do total, habitantes nascidos na cidade). 2 466 votos foram lançados (aproximadamente 97,6% dos votos autorizados), incluindo 2 461 (aproximadamente 99,8%) votos válidos; 2 369 pessoas votaram a favor da Alemanha (aproximadamente 96,1%) e 92 a favor da Polônia (aproximadamente 3,7%). Na Área senhorial (alemão: Schloss Krappitz), a distribuição de votos foi a seguinte: 142 pessoas tinham direito, das quais 109, aproximadamente 76,8%, eram residentes (incluindo 102, aproximadamente 71,8% do total, residentes nascidos em quadra da área). Foram emitidos 138 votos (aproximadamente 97,2% dos votos elegíveis), incluindo 138 (100%) votos válidos; 134 pessoas votaram a favor da Alemanha (aprox. 97,1%) e 4 a favor da Polônia (aprox. 2,9%). Em Otmęt (o distrito atual, então uma vila separada), a opção pró-alemã também venceu na proporção de 655 a 93.
Em 3 de maio de 1921, a ponte sobre o rio Óder em Krapkowice foi explodida pelos poloneses como parte da operação “Pontes” durante a Terceira Revolta da Silésia. O rio Óder, perto de Krapkowice, era a linha de frente. A cidade foi o ponto de partida da ofensiva alemã contra os insurgentes no monte Santa Ana, que iniciou em 21 de maio.
Em 1931, uma filial da empresa alemã Bata S.A. se estabeleceu em Otmęt (existiu até 1980 como Fábrica da Indústria de Couro da Silésia “Otmęt”).

### Polônia do Povo
A captura de Krapkowice em 19 de março de 1945 pelo Exército Vermelho da 80.ª Divisão de Rifles, 43.º Corpo de Fuzileiros, 59.º Exército, Primeira Frente Ucraniana, permitiu que a cidade fosse incorporada às fronteiras da República Popular da Polônia após a derrota da Alemanha Nazista.
No mesmo ano, ou seja, 1945, a cidade foi assumida pela administração polonesa. Naquela época, alguns dos repatriados poloneses das Terras Fronteiriças Orientais se estabeleceram em Krapkowice e seus arredores. A população de língua alemã foi deslocada para o oeste. Em 7 de maio de 1946, a cidade recebeu o nome atual de Krapkowice. Em 1961, Otmęt foi formalmente incorporada em Krapkowice.

### Terceira República
Em 1997, a cidade sofreu uma enchente do milênio. A água entrou em Krapkowice em 7 de julho. A onda culminante passou por ela no dia 10 de julho, no nível das águas do rio Óder, 1032 cm, e a própria enchente durou até 28 de julho.
Após a reforma administrativa em 1999, Krapkowice tornou-se uma cidade distrital.
Em 2007, foi desmontada a linha férrea que passava por Krapkowice de Prudnik a Gogolin, destruída durante a inundação de 1997. No mesmo ano, foi inaugurado um monumento comemorativo da inundação.
Em 2016, a linha ferroviária foi parcialmente reconstruída de Prudnik até a instalação militar e as fábricas de papel em Krapkowice.

## Demografia
Conforme os dados do Escritório Central de Estatística da Polônia (GUS) de 31 de dezembro de 2024, Krapkowice é uma cidade pequena com uma população de 15 199 habitantes (9.º lugar na voivodia de Opole e 284.º na Polônia), tem uma área de 21 km² (10.º lugar na voivodia de Opole e 286.º lugar na Polônia) e uma densidade populacional de 723 hab./km² (14.º lugar na voivodia de Opole e 453.º lugar na Polônia). Nos anos 2002-2024, o número de habitantes diminuiu 18,4%.
Os habitantes de Krapkowice constituem cerca de 25,58% da população do condado de Krapkowice, constituindo 1,63% da população da voivodia de Opole.
| Descrição                         | Total      | Total  | Mulheres   | Mulheres | Homens     | Homens |
| --------------------------------- | ---------- | ------ | ---------- | -------- | ---------- | ------ |
| unidade                           | habitantes | %      | habitantes | %        | habitantes | %      |
| população                         | 15 199     | 100    | 8 056      | 53       | 7 143      | 47     |
| superfície                        | 21 km²     | 21 km² | 21 km²     | 21 km²   | 21 km²     | 21 km² |
| densidade populacional (hab./km²) | 723        | 723    | 383,2      | 383,2    | 339,8      | 339,8  |

## Monumentos históricos

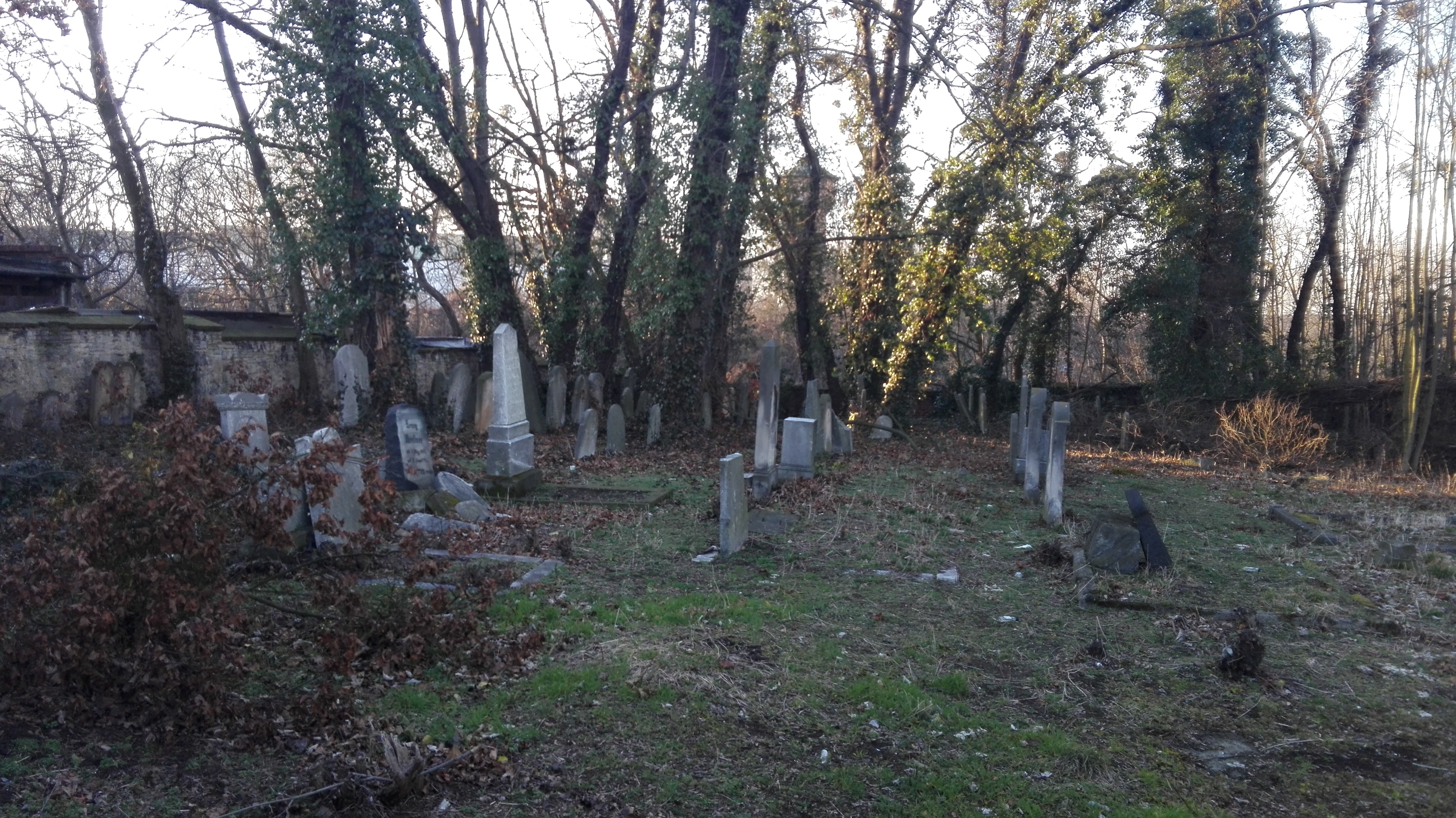
Cemitério judeu

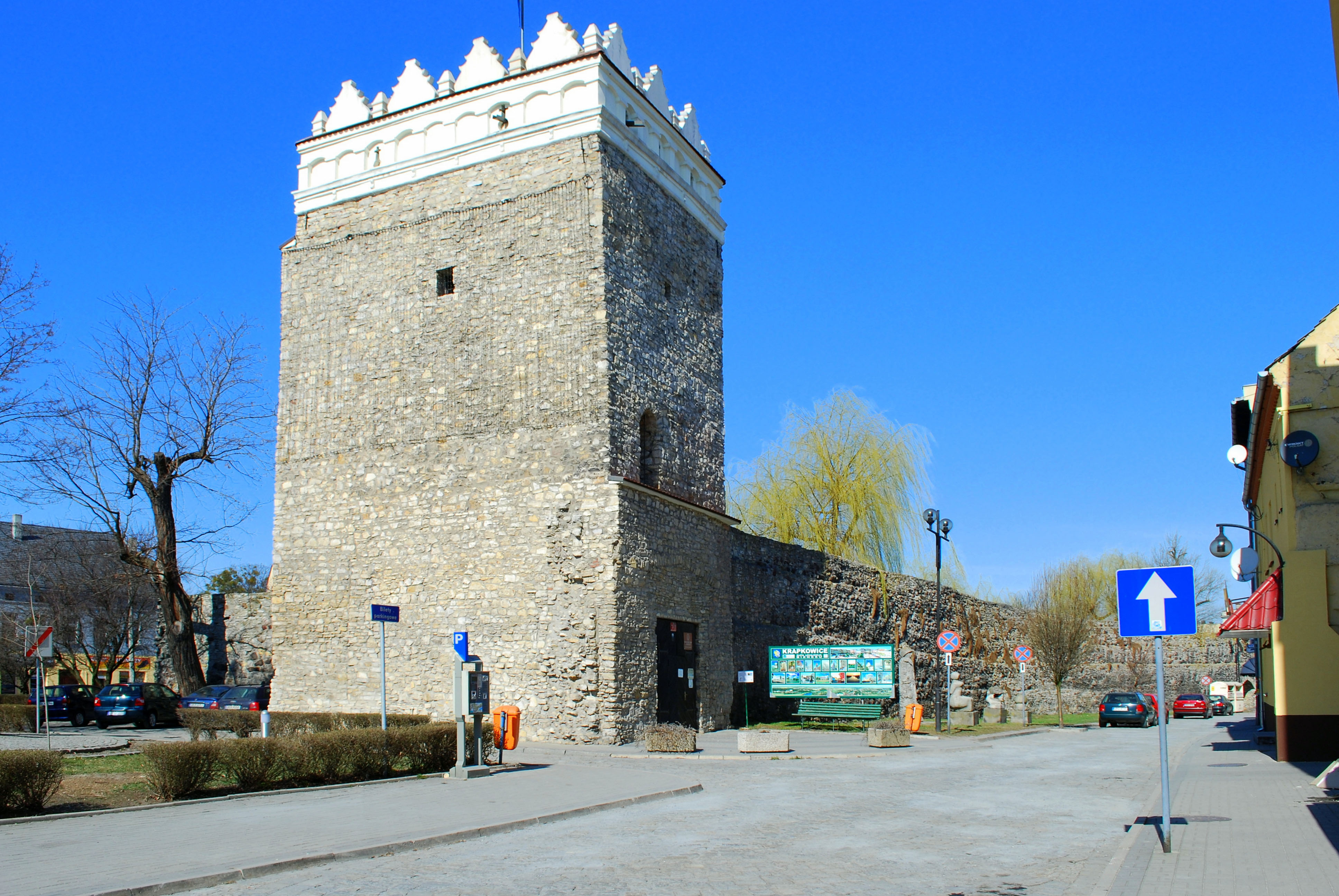
Torre do Portão Superior

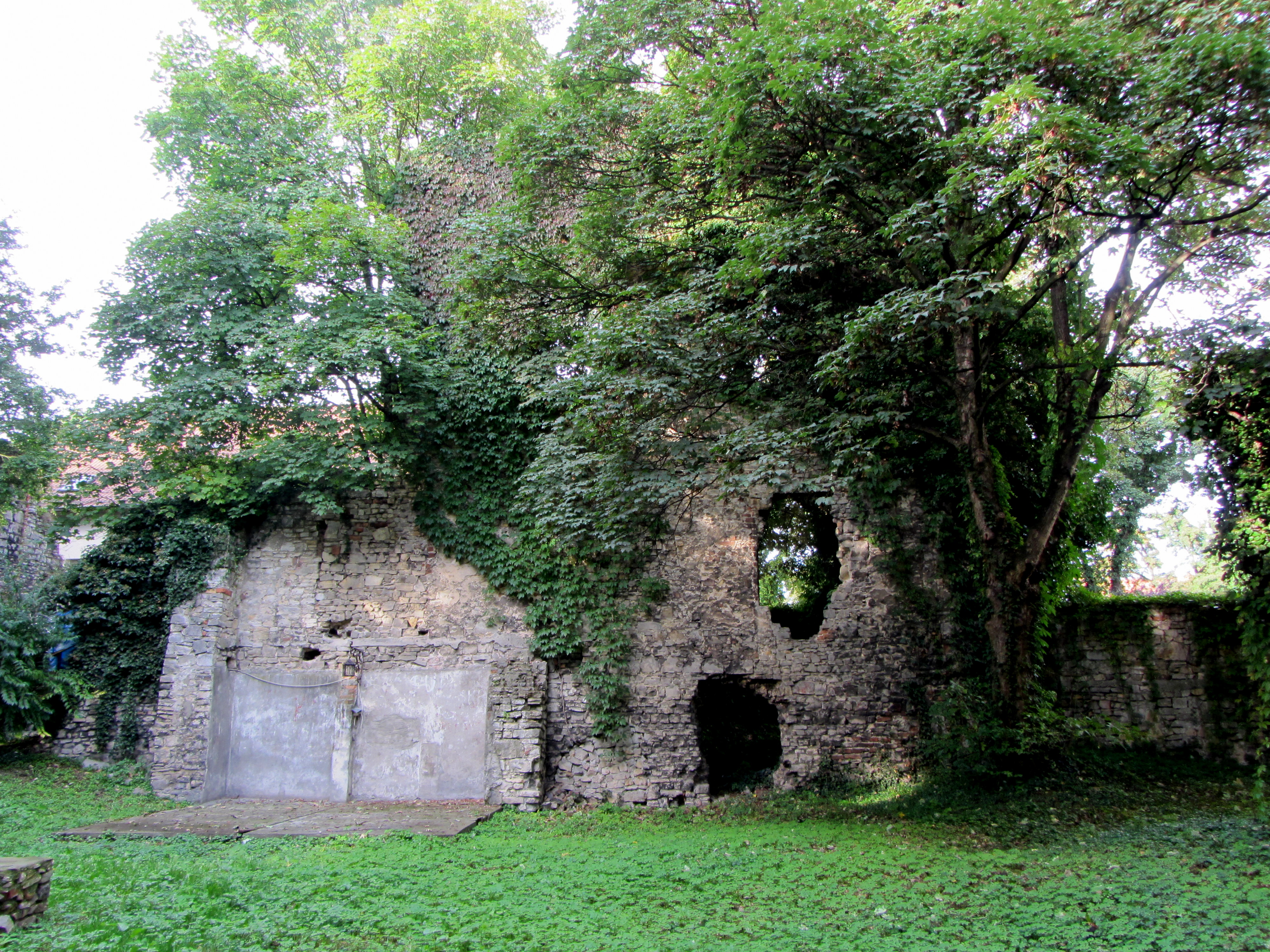
Ruínas do castelo em Otmęt

Estão inscritos no registro provincial de monumentos:
- Cidade Velha
- Igreja de São Nicolau, do final do século XIV, XV–XVIII
- Túmulo de Stanisław Bączek, no cemitério municipal, 1946
- Túmulo dos insurgentes da Silésia, no cemitério municipal, de 1921
- Cemitério judeu, rua Kolejowa, do início de século XIX
- Castelo, já mencionado de 1532 como propriedade de Jorge, Margrave de Brandemburgo-Ansbach, 1678, século XVIII/XX
- Muralhas defensivas, ruínas, da metade dos séculos XIV–XVI
- Torre do Portão Superior
- Castelo d'água (ruína), rua Kozielska, do século XVII, século XIX/XX, extraído do livro de registro
- Casa, praça principal 4, do século XVIII[a]
- Casa religiosa elisabetana, rua Sądowa 8, de 1866
- Três fornos de cal de eixo, rua Opolska 69a, 75, 77a, do início do século XX
- Pequena eclusa no rio Óder, de 1890–1895

Krapkowice — Otmęt
- Igreja paroquial da Assunção da Bem-Aventurada Virgem Maria, provavelmente construída pelos Cavaleiros Templários,[48] a menção mais antiga dela vem de 1223, reconstruída nos seguintes séculos: XIV, XVIII, e significativamente expandida nos anos 1912–1914
- Ruínas do castelo de um cavaleiro no rio Óder, provavelmente construído nos séculos XIV e XVI/XVII, totalmente reconstruído no século XVIII, em ruína de meados do século XIX, construído pelos Cavaleiros Templários segundo a lenda; a torre do castelo foi anexada à igreja em 1723, sendo preservada até hoje.
  - Parque

## Transportes

### Transporte rodoviário

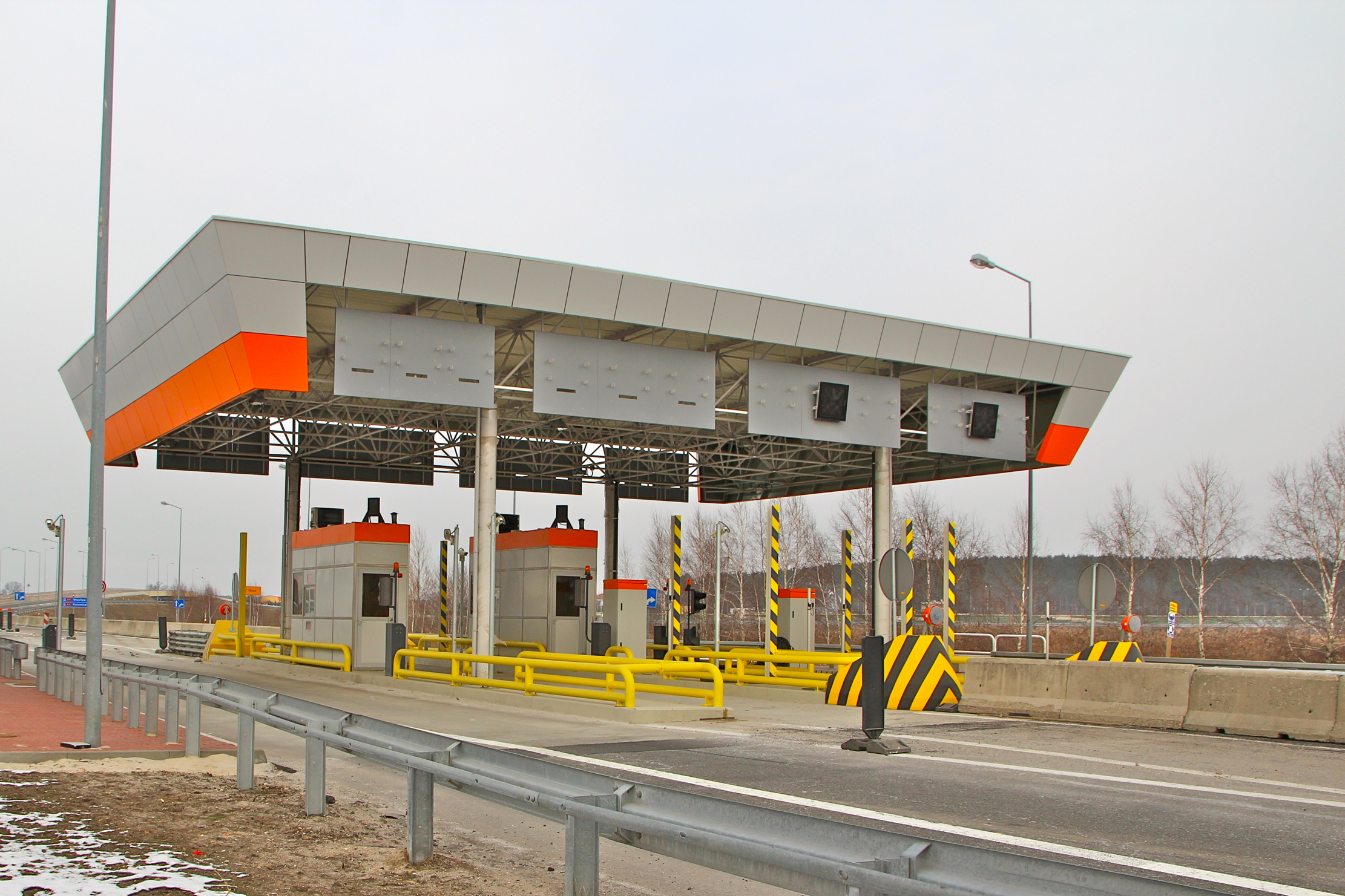
Praça de cobrança de pedágio na rodovia A4 (junção Krapkowice)

As seguintes estradas nacionais passam por Krapkowice:
- Autostrada A4 e  Estrada europeia E40: fronteira do país com a Alemanha  — fronteira do país com a Ucrânia
- Estrada nacional n.º 45: Zabełków — Krzyżanowice — Racibórz — Krapkowice — Opole — Bierdzany — Kluczbork — Praszka — Wieluń — Złoczew

A rede é complementada por estradas da voivodia:
- Estrada da voivodia n.º 409: Dębina — Krapkowice — Strzelce Opolskie
- Estrada da voivodia n.º 415: Zimnice — Rogów Opolski — Krapkowice
- Estrada da voivodia n.º 416: Krapkowice — Głogówek — Głubczyce — Kietrz — Racibórz
- Estrada da voivodia n.º 423: Opole — Krapkowice — Zdzieszowice — Kędzierzyn-Koźle

Até 2019, o tráfego rodoviário entre as margens esquerda e direita da cidade era feito apenas por uma ponte rodoviária (não incluindo a travessia da autoestrada A4 com pedágio), o que causava enormes problemas de tráfego. Por conseguinte, foi reconstruída a chamada ponte ferroviária entre as extintas estações de Krapkowice e Krapkowice-Otmęt (atualmente rua Obuwników). O tráfego na ponte norte está adaptada à circulação de veículos com peso máximo admissível não superior a 3,5 toneladas.

### Transporte ferroviário

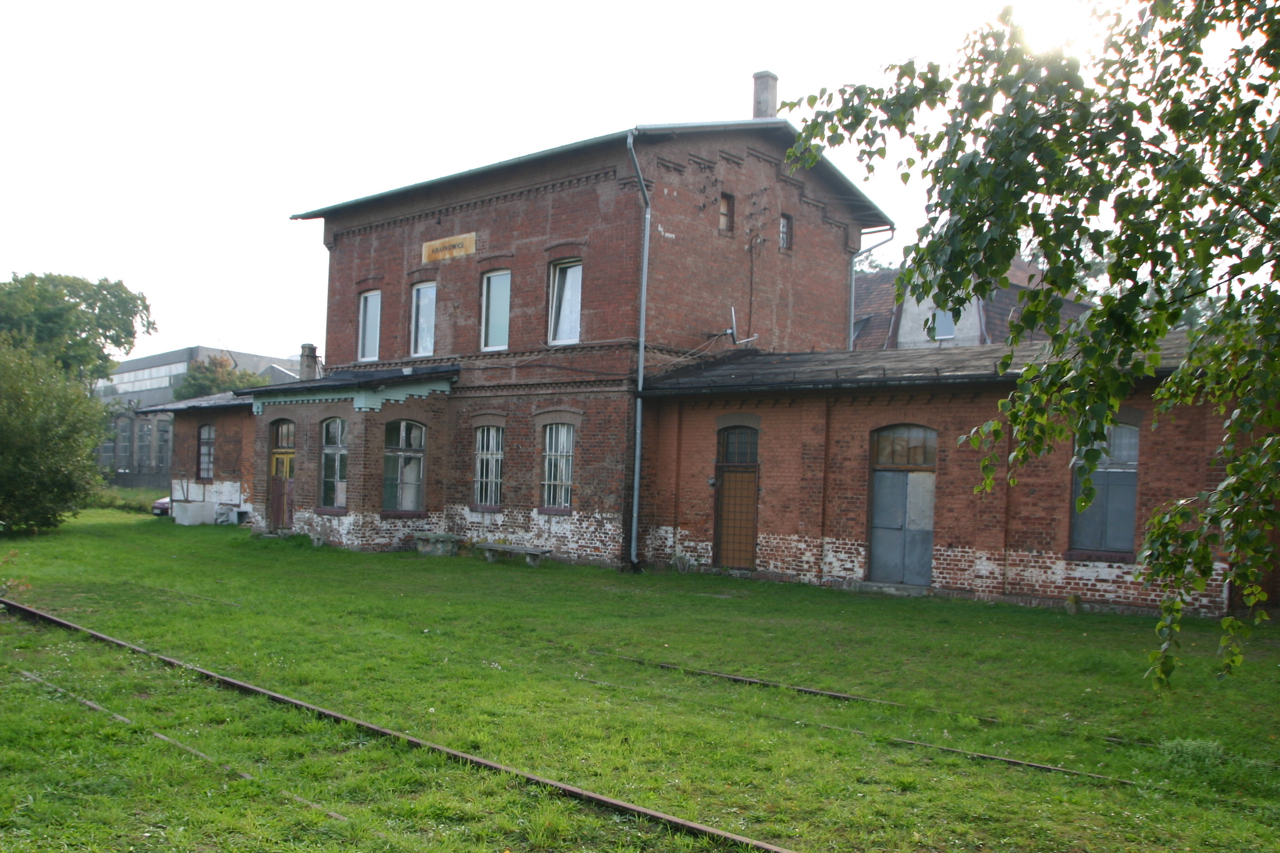
Estação ferroviária em Krapkowice

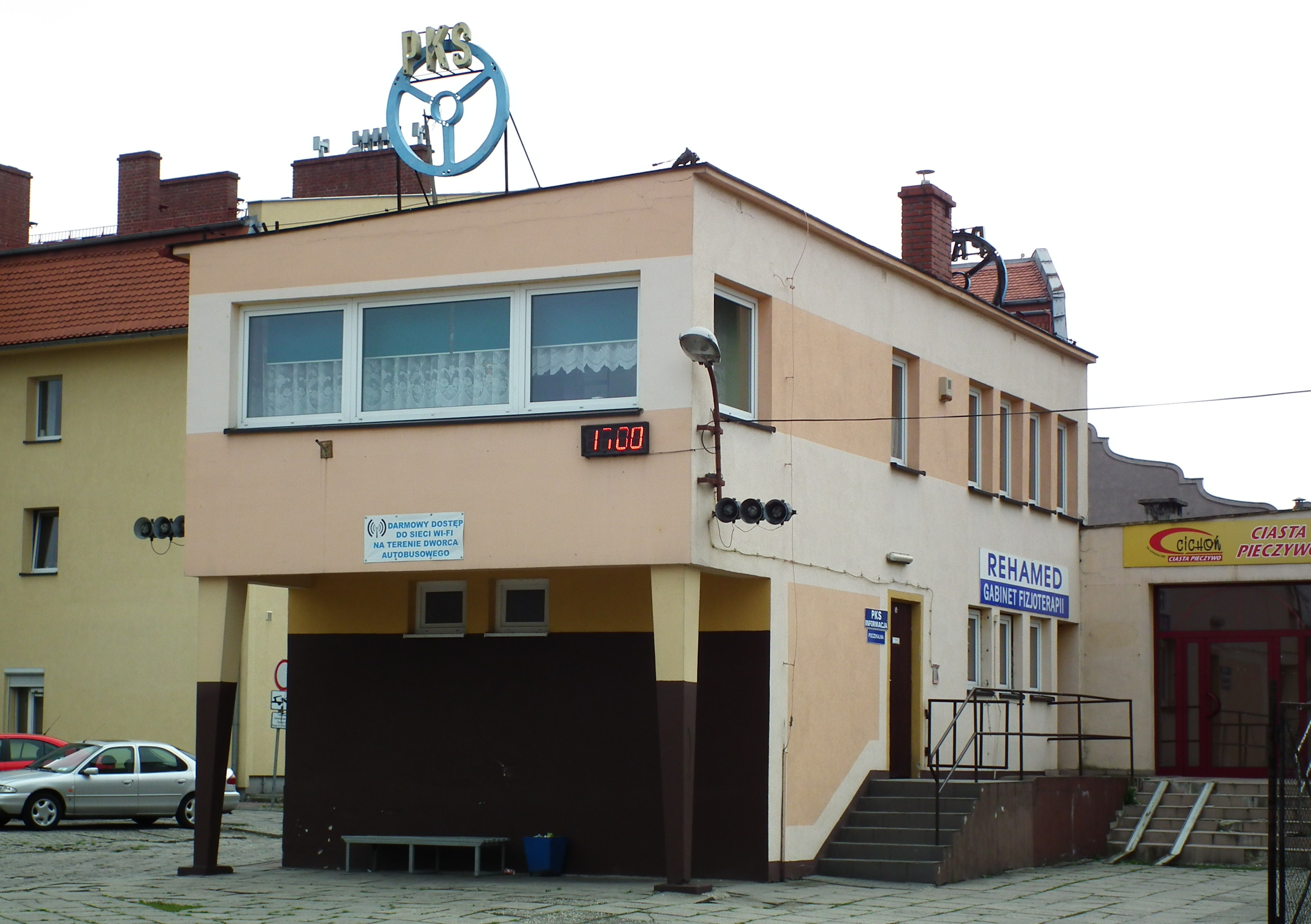
Estação rodoviária

A extinta estação ferroviária de Krapkowice está localizada na rua Dworcowa. A estação ferroviária em atividade mais próxima fica em Gogolin.
Os empresários e proprietários de terras locais fundaram a Companhia Ferroviária Prudnik-Gogolin em 1895, com sede em Prudnik, visando construir uma linha local de Prudnik a Gogolin. A linha ferroviária n.º 306 de Prudnik a Gogolin entrou em operação em 1896. Uma enchente em 1997 destruiu a ponte sobre o rio Óder em Krapkowice, impossibilitando o acesso a Gogolin. Em 2005, o tráfego na linha n.º 306 foi suspenso. A linha Prudnik — Krapkowice foi modernizada para fins de frete e inaugurada em 2016. Há tráfego de transporte militar no ramal entre o depósito militar na floresta perto de Strzeleczek e Prudnik.

### Transporte público
Na cidade existe transporte público, a prestação dos serviços é encomendada pela Câmara Municipal. O transporte público é fornecido pela PKS Strzelce Opolskie. Em acordo com a comuna de Gogolin, uma linha de ônibus também foi criada entre Krapkowice e Gogolin.
A estação rodoviária em Krapkowice fica na rua Bolesław Głowacki. Em 23 de maio de 2023, foi lançado uma licitação para o projeto da nova rodoviária, pois a atual está em péssimo estado de conservação.

## Mídia local

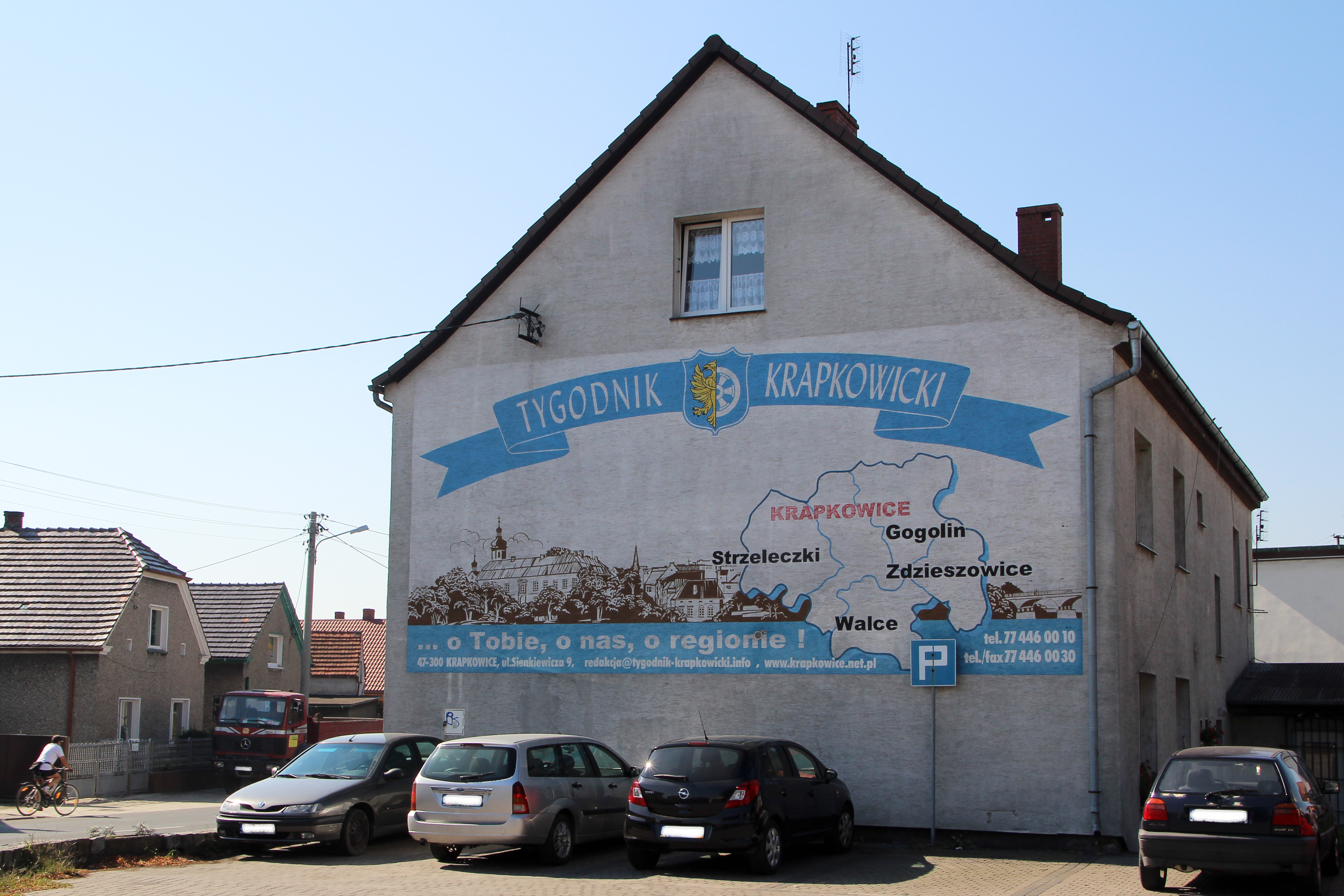
Anúncio do jornal Tygodnik Krapkowicki

### Jornais
- Tygodnik Krapkowicki — semanal
- Nowiny Krapkowickie
- Nowa Trybuna Opolska — filial em Krapkowice

### Televisão
- TV Krapkowice

### Rádio
- Radio Opole — filial em Krapkowice

### Portais
- tygodnik-krapkowicki.pl[54]
- nowinykrapkowickie.pl[55]

## Religião

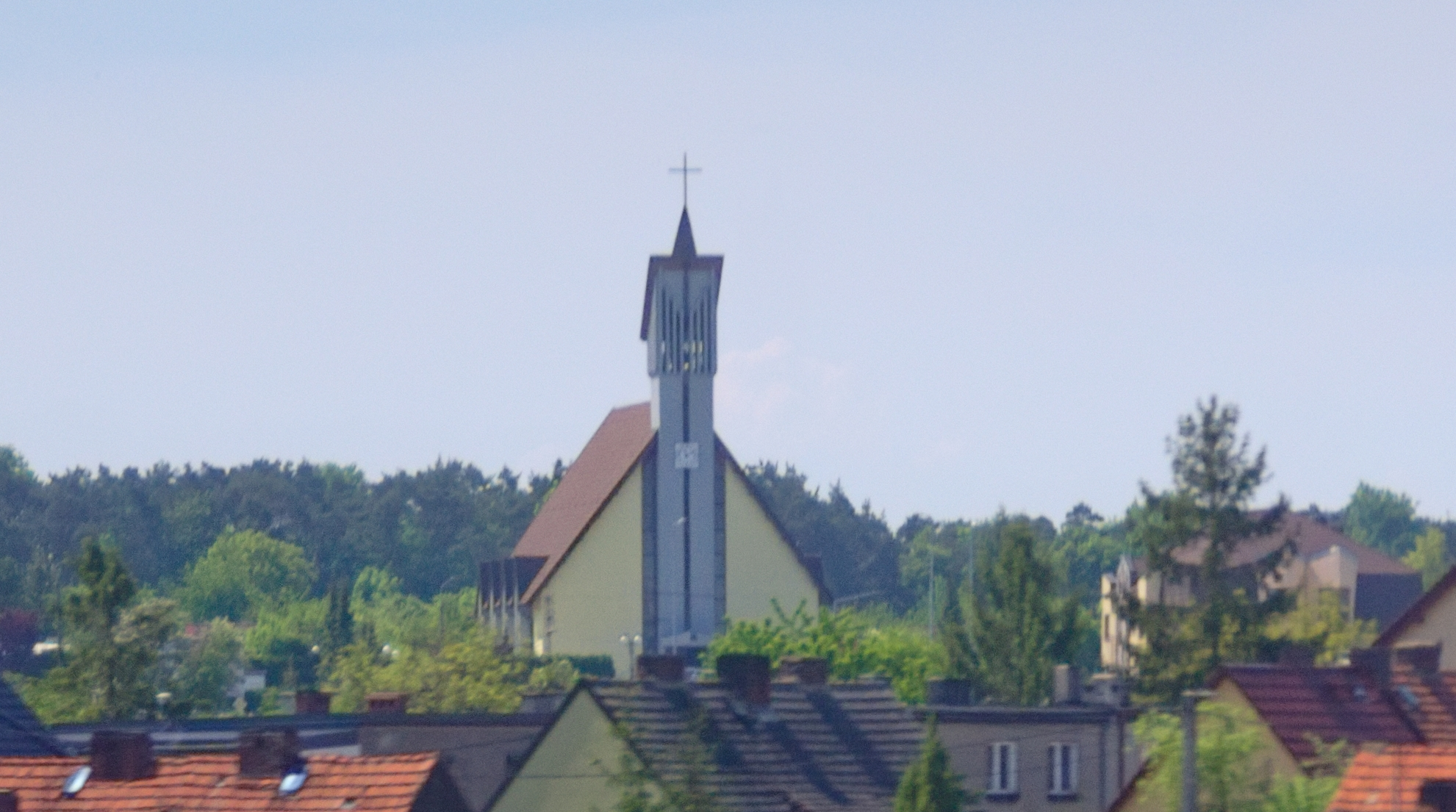
Igreja do Espírito Santo

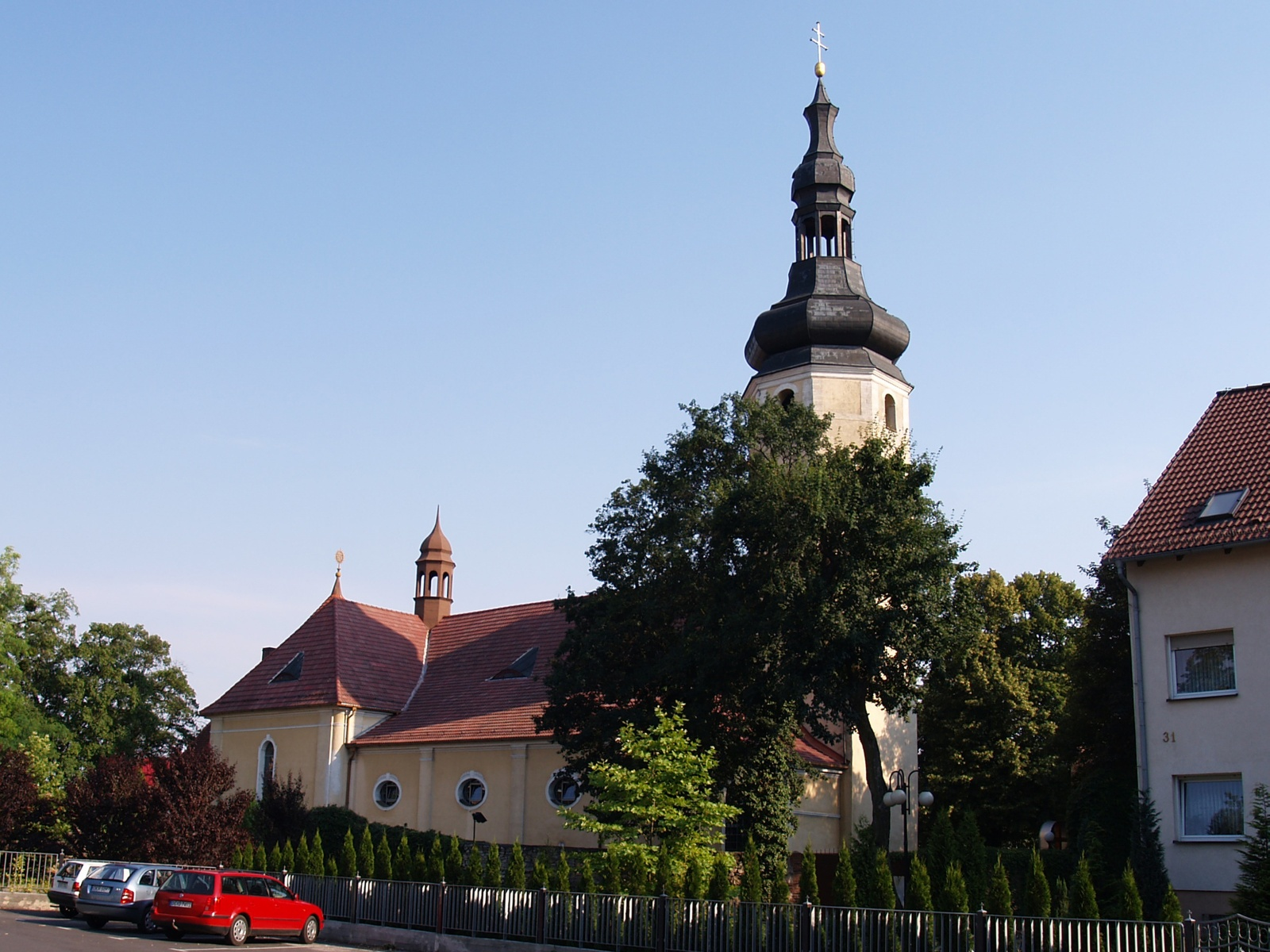
Igreja da Assunção da Bem-Aventurada Virgem Maria em Krapkowice-Otmęcie

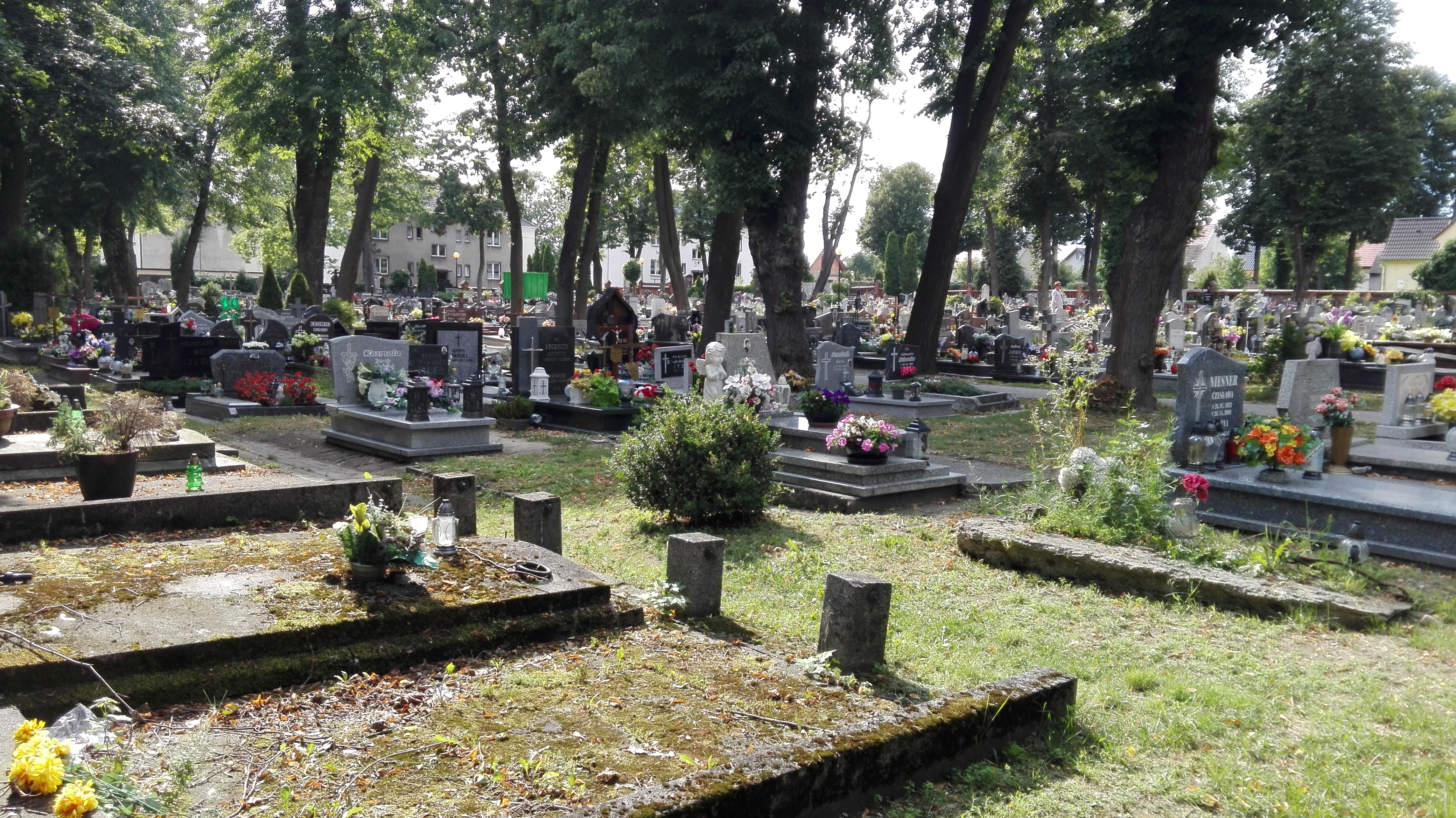
Cemitério municipal (rua S. Staszica)

### Comunidades religiosas

#### Igreja de Deus em Cristo
- Centro Cristão “Somente Jesus”[56]

#### Igreja Católica na Polônia
- Forania de Krapkowice:
  - Paróquia do Espírito Santo (rua Maximiliano Kolbe 1)[57]
    - Igreja do Espírito Santo (rua Maximiliano Kolbe 1)[57]

  - Paróquia de São Nicolau (rua Kościelna 8)[57]
    - Igreja de São Nicolau (rua Kościelna 8)[57]
    - Igreja da Divina Misericórdia (rua Sądowa 2)[57]

  - Paróquia da Assunção da Bem-Aventurada Virgem Maria (rua Piastowska 18)[57]
    - Igreja da Assunção da Bem-Aventurada Virgem Maria (rua Piastowska 18)[57]

#### Testemunhas de Jeová
- Salão do Reino (rua Piastowska 13)
  - Igreja Krapkowice-Centro
  - Igreja Krapkowice-Otmęt

### Cemitérios
- Cemitério municipal (rua Stanisław Staszic)
- Cemitério judeu (rua Kolejowa)
- Cemitério paroquial (rua Adam Mickiewicz)

## Esportes

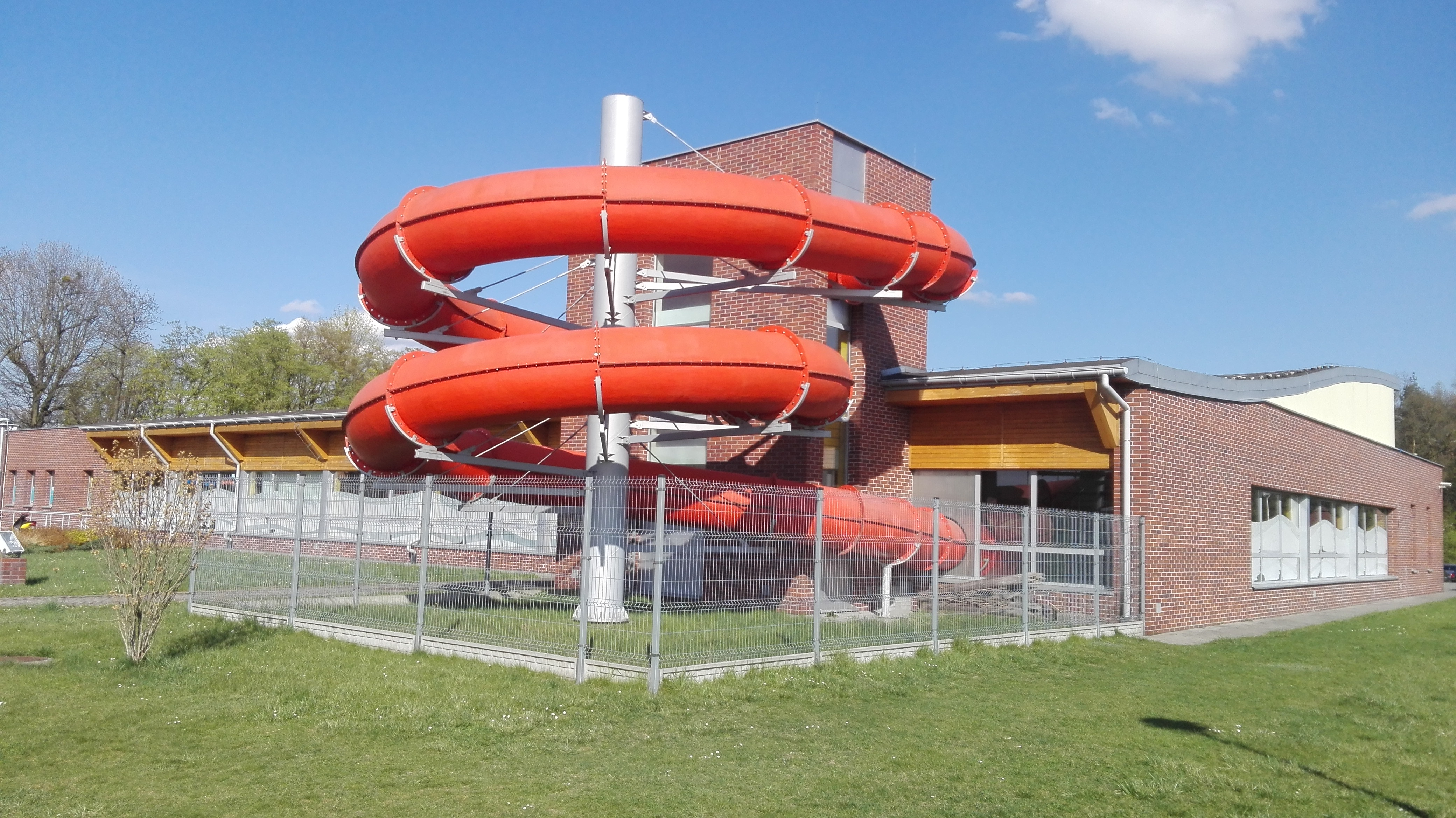
Piscina interna "Delfin"

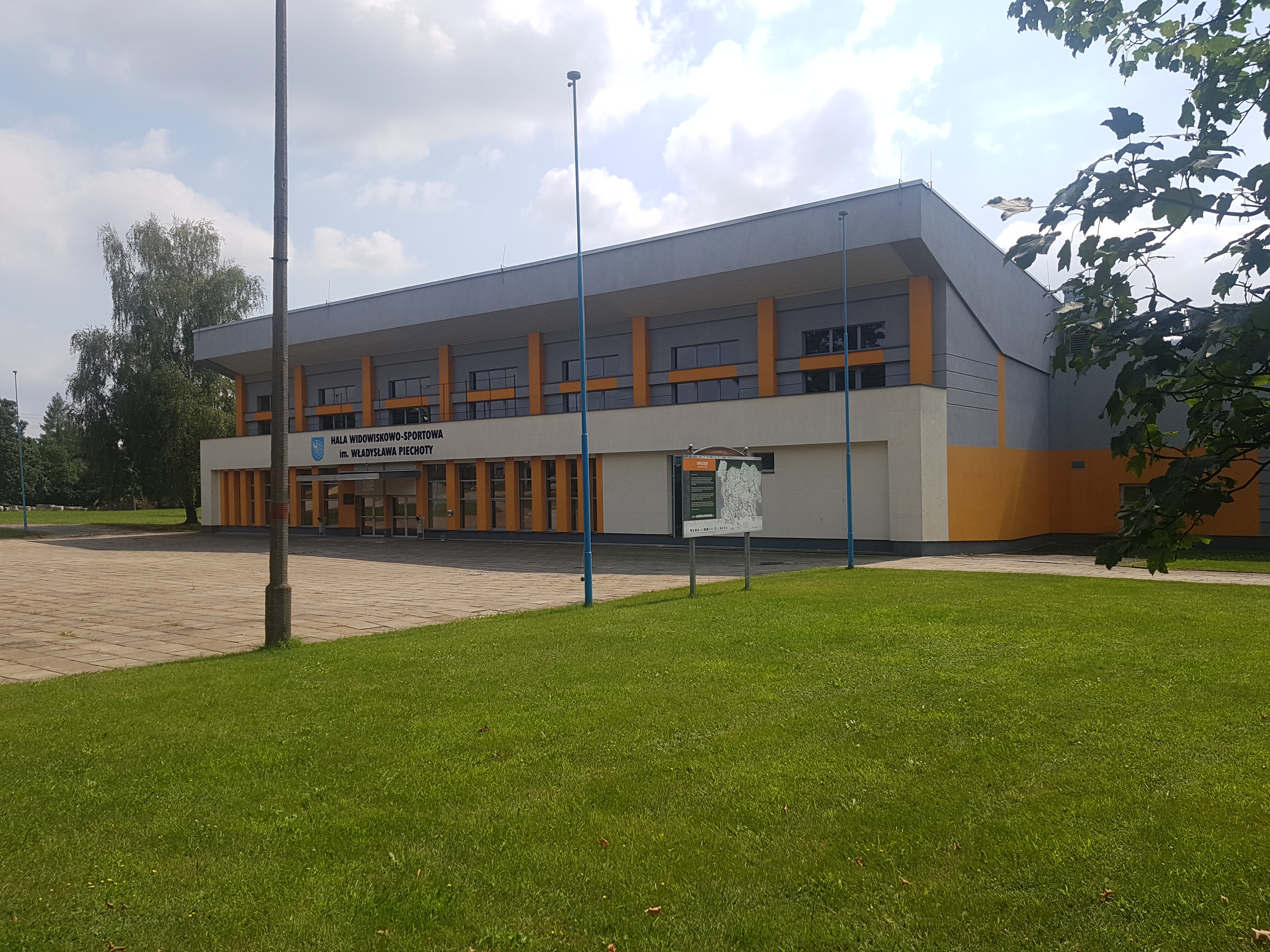
Salão de esportes e entretenimento Władysław Piechota

### Instalações esportivas
- Estádio esportivo (rua Olimpijska 1)
- Estádio esportivo (rua Sportowa 1)
- Piscina interior “Delfin” (rua Wrzosów 2)
- Salão de esportes e entretenimento Władysław Piechota (rua Kilińskiego 3)
- Campos esportivos ORLIK 2012 (rua Sportowa)

### Clubes esportivos
- Bongo Krapkowice (futebol)
- Compensa Krapkowice (futebol)
- Hestia Krapkowice (futebol)
- KS Unia Krapkowice (futebol)
- FKS Otmęt Krapkowice (futebol)
- Wakro Krapkowice (futebol)
- Zjednoczeni Krapkowice (futebol)
- PV Volley Krapkowice (voleibol)

### Competições esportivas
- Campeonato Polonês Individual de Luta Livre 2003

## Política
A cidade é sede de uma comuna urbano-rural. O órgão executivo é o prefeito. Nas eleições locais de 2018, Andrzej Kasiura foi eleito. A sede das autoridades é a Câmara Municipal na rua 3 Maja 17. A cidade é a sede do Gabinete do Condado de Krapkowice.